# Les Jumeaux du Texas
Pour plus de détails, voir Fiche technique et Distribution.
Les Jumeaux du Texas (I gemelli del Texas) est un western parodique hispano-italien réalisé par Steno et sorti en 1964.

## Synopsis
Lors d'une attaque de bandits et d'Indiens contre un convoi de colons, deux bébés jumeaux sont séparés. Deux d'entre eux, Jonathan et Ezekiel, sont élevés par un officier de l'Armée du salut, les deux autres, Joey et Kid, par le bandit Malanza. Jeunes adultes, ils sont respectivement journalistes et criminels recherchés. Lorsque les criminels sont envoyés par Arnold, le chef de la ville, qui voit les journalistes perturber ses activités, pour éliminer leurs frères et sœurs, la confusion et le désordre sont tels que l'opération échoue complètement. L'amour fraternel l'emporte.

## Fiche technique
- Titre français : Les Jumeaux du Texas[1]
- Titre original italien : I gemelli del Texas[2]
- Titre espagnol : Los gemelos de Texas[3]
- Réalisation : Steno
- Scénario : Giulio Scarnicci (it), Renzo Tarabusi (it)
- Photographie : Manuel Hernández Sanjuán
- Montage : Giuliana Attenni (it)
- Musique : Gianni Ferrio
- Décors : Antonio Visone (it)
- Production : Emo Bistolfi, Arturo Marcos
- Société de production : Cineproduzione Emo Bistolf, Fenix Cooperativa Cinematografica
- Pays de production : Italie - Espagne
- Langue originale : italien
- Format : couleurs par Eastmancolor - 35 mm - Son mono
- Genre : western parodique
- Durée : 96 minutes
- Dates de sortie : 
  - Italie : 8 octobre 1964
  - France : 23 juillet 1965
  - Espagne : 24 septembre 1965

## Distribution
- Raimondo Vianello : Jonathan / Kid
- Walter Chiari : Ezekiel / Joe
- Diana Lorys : Fanny
- Franca Polesello : Madame Duval
- Carmen Esbri : Dominique
- Liana Del Balzo : Mère de Malanza
- Miguel Del Castillo : Arnold
- Maria Jesus Mayor : Betty
- Joaquin Pamplona : Capitaine Lister
- Alfonso Rojas : Malanza
- Alberto Rao : Mike